# Coryphaenoides gypsochilus
Coryphaenoides gypsochilus är en fiskart som beskrevs av Akitoshi Iwamoto och Mccosker 2001. Coryphaenoides gypsochilus ingår i släktet Coryphaenoides och familjen skolästfiskar. Inga underarter finns listade i Catalogue of Life.